# Nova Santa Rosa
Nova Santa Rosa ist ein brasilianisches Munizip im Westen des Bundesstaats Paraná. Es hat 8.322 Einwohner (2022), die sich Nova-Santa-Rosenser nennen. Seine Fläche beträgt 205 km². Es liegt 390 Meter über dem Meeresspiegel.

## Etymologie
In Erinnerung an ihre seitherige Heimat Santa Rosa in Rio Grande do Sul wurde der neue Ort Nova Santa Rosa genannt. Die Pioniere tauften die Mehrzahl ihrer Hauptstraßen nach den Stadtteilen von Santa Rosa, z. B. Boa Vista, Santo Cristo, Horizontina, Três de Maio, Tucunduva, Tuparandi, Campinas, Cruzeiro, Ubiretama, Porto Lucena oder Porto Mauá.

## Geschichte

### Besiedlung
Im Gebiet von  Nova Santa Rosa wurde in der ersten Hälfte des 20. Jahrhunderts das Holz des Urwalds gefällt und hauptsächlich in Europa verkauft. Das Land wurde von der Companhia de Maderas Del Alto Paraná (einem englischen Unternehmen mit Sitz in Buenos Aires) erworben. 1946 wurde die Companhia Industrial Madeireira Colonizadora Rio Paraná S/A (Maripá) gegründet. Sie hatte das Ziel, Land zu kaufen und zu verkaufen, Holz zu gewinnen, zu verarbeiten und zu exportieren. Zu diesem Zweck erwarb Maripá im Januar 1946 von Maderas Del Alto Paraná die Fazenda Britânia (am Ufer des Paraná) mit dem Ziel, die Stadt Toledo zu gründen. Die Fläche entsprach 100.000 Alqueires Paulistas (2.400 km²), und der Kauf wurde für 15.000 Contos de Réis getätigt. Die Gruppe von Männern, die Maripá gründeten, bestand aus Geschäftsleuten aus Rio Grande do Sul, die in der Geschichte des westlichen Paraná sehr bekannt wurden: Curt Egon Bercht, Leonardo Perna, Dr. Júlio Bastian, Alfredo Pascoal Ruaro, Alberto und Luiz Dalcanalli Filho.
Nach dem Erwerb der Fazenda Britânia begannen die Arbeiten zur Kolonisierung des bis dahin von den Briten ausgebeuteten Gebiets. Drei Jahre später übernahm Willy Barth die Leitung der Maripá und löste Alfredo Ruaro ab. Barth verfügte über fundierte Kenntnisse des Kolonisierungssektors und beauftragte den Ingenieur und Landvermesser Gustavo Isernhagen mit der Vermessung der Dörfer, Parzellen und Höfe. Die Initiative zog viele Gauchos in die Region, die alle auf der Suche nach Land waren.
Die neue Politik der Maripá vermied eine Mischung italienischer und deutscher, katholischer und protestantischer Familien am selben Ort. Die Gemeinschaften sollten Menschen gleicher ethnischer und religiöser Herkunft zusammenbringen. Sie sollten friedlich und mit gegenseitigem Respekt, aber getrennt voneinander leben. Rondon sollte eine evangelisch-lutherische deutsche Keimzelle werden. Auch nach Nova Santa Rosa kamen nur Siedler deutscher Herkunft. 
Die Auswahl der Neusiedler wurde von den Verantwortlichen des Unternehmens getroffen. Das Hauptinteresse galt Männern, die mit dem Handel und der Landwirtschaft im Inneren der beiden Südstaaten verbunden waren. Die Maripá bot denjenigen, die Land "im fernen Busch" erwarben, alle notwendigen Hilfen für die Ansiedlung von Familien an einem neuen Standort. Dazu gehörten Krankenhaus, Straßen, Schulen, Kirchen, Abnahmegarantien oder schnelle Kommunikationswege.
Nach der Aufteilung wurden aus der Fazenda Britânia etwa 10.000 Siedlerstellen gebildet. Die Familien begannen, land- und viehwirtschaftliche Produkte zu erzeugen und zu exportieren.
Um das sehr weitläufige Gebiet zu organisieren, war die Bildung von Siedlungskernen notwendig. Die Kerne hatten das Profil einer Kleinstadt mit Plätzen, öffentlichen Promenaden und Kirchen sowie mit Geschäftshäusern, Hotels, Schulen, Post, Polizei und Apotheke. Die "chácaras" (kleine Bauernhöfe) waren 2,5 Hektar große Flächen in der Umgebung der Siedlungskerne. Der Standort der Kerne würde sich nach der Bevölkerungsdichte richten, und zwar in dem Maße, in dem die Wohnsitze der Landwirte errichtet wurden.
Angelockt durch die Propaganda von fruchtbarem Land, verließen viele Siedler Mitte 1953 ihre Städte in Rio Grande do Sul und Santa Catarina in Richtung West-Paraná. Die Besiedlung von Nova Santa Rosa begann am 13. Januar 1953, als die ersten Siedler aus Santa Rosa in Rio Grande do Sul ankamen. Die meisten Siedler waren deutscher Herkunft, Nachkommen von Einwanderern aus Deutschland. 
Die Schwierigkeiten begannen mit der prekären Erdstraße, die an regnerischen Tagen voller Löcher und Sümpfe war. Sie waren tagelang unterwegs und übernachteten mitten im Wald. Für die Reise wurden Werkzeuge benötigt (Hacken, Ketten, Seile). Mit den Familien kamen auch die Haustiere (Milchkühe, Hühner, Schweine, Katzen und Hunde), die sich manchmal in die Wälder verirrten und gesucht wurden, da sie überlebensnotwendig waren.
In der Gegend von Toledo fanden die ersten Familien den Wald geschlossen und von wilden Tieren (Schlangen, Jaguare, Tapire, Wasserschweine) bewohnt vor. Die Straßen erleichterten zwar die Zufahrt nach Toledo, aber um weiterfahren zu können, musste erst eine Picada (Schneise) geöffnet werden, damit die Umzugswagen passieren konnten. Um den Familien zu helfen, bot die Maripá den Migranten eine Unterkunft in einer Holzbaracke an.
Damals hatten nur wenige Menschen die Mittel für einen eigenen Lkw. Deshalb fuhren meist zwei oder drei Familien gemeinsam in den Westen von Paraná. Im Umzugsgut befanden sich die Möbel, Geräte, Werkzeuge, Getreide und Haustiere.

### Erhebung zum Munizip
Nova Santa Rosa wurde durch das Staatsgesetz Nr. 09/73 vom 20. Juni 1973 aus Marechal Cândido Rondon, Palotina, Terra Roxa und Toledo ausgegliedert und in den Rang eines Munizips erhoben. Es wurde am 1. Februar 1977 als Munizip installiert.

## Geografie

### Fläche und Lage
Nova Santa Rosa liegt auf dem Terceiro Planalto Paranaense (der Dritten oder Guarapuava-Hochebene von Paraná). Seine Fläche beträgt 205 km². Es liegt auf einer Höhe von 390 Metern.

### Vegetation
Das Biom von Nova Santa Rosa ist Mata Atlântica.

### Klima
Das Klima ist gemäßigt warm. Es werden hohe Niederschlagsmengen verzeichnet (1726 mm pro Jahr). Im Jahresdurchschnitt liegt die Temperatur bei 22,3 °C. Die Klimaklassifikation nach Köppen und Geiger lautet Cfa.

### Gewässer
Nova Santa Rosa liegt im Einzugsgebiet des Rio Paraná. Dessen linker Nebenfluss Arroio Guaçú fließt an der südlichen Grenze des Munizips. Weitere Gewässer sind der Rio Jaguarundi, die Sangas das Antas, Colibri, und Guabiroba, die Lageados do Norte, Lima, Real, Rui Barbo und Xerê. Im Norden des Munizipgebiets entspringt der linke Piquiri-Nebenfluss Rio São Camilo.

### Straßen
Nova Santa Rosa ist über die PR-491 mit Marechal Cândido Rondon im Südwesten und Palotina im Nordosten verbunden.

### Nachbarmunizipien
| Mercedes                | Terra Roxa                                  | Palotina |
| Marechal Cândido Rondon | Kompassrose, die auf Nachbargemeinden zeigt | Maripá   |
| Quatro Pontes           |                                             | Toledo   |

## Stadtverwaltung
Bürgermeister: Norberto Pinz, MDB, (2021–2024)
Vizebürgermeister: Noedi Max Hardt, MDB (2021–2024)

## Demografie

### Bevölkerungsentwicklung
| Jahr | Einwohner | Stadt | Land |
| ---- | --------- | ----- | ---- |
| 1980 | 6.895     | 25 %  | 75 % |
| 1991 | 7.042     | 45 %  | 55 % |
| 2000 | 7.125     | 55 %  | 45 % |
| 2010 | 7.626     | 70 %  | 30 % |
| 2022 | 8.322     |       |      |

Quelle: IBGE, bis 2010: Volkszählungen und Volkszählung 2022

### Ethnische Zusammensetzung
| Gruppe * | 1991    | 2000    | 2010    | wer sich als …                                                                   |
| --- | ------- | ------- | ------- | -------------------------------------------------------------------------------- |
| Weiße | 92,0 %  | 90,1 %  | 86,9 %  | weiß bezeichnet                                                                  |
| Schwarze | 1,7 %   | 0,8 %   | 1,1 %   | schwarz bezeichnet                                                               |
| Gelbe | 0,0 %   | 0,1 %   | 0,4 %   | von fernöstlicher Herkunft wie japanisch, chinesisch, koreanisch etc. bezeichnet |
| Braune | 6,3 %   | 9,0 %   | 11,4 %  | braun oder als Mischung aus mehreren Gruppen bezeichnet                          |
| Indigene | 0,0 %   | 0,0 %   | 0,2 %   | Ureinwohner oder Indio bezeichnet                                                |
| ohne Angabe | 0,0 %   | 0,0 %   | 0,0 %   |                                                                                  |
| Gesamt | 100,0 % | 100,0 % | 100,0 % |                                                                                  |
| *) Das IBGE verwendet für Volkszählungen ausschließlich diese fünf Gruppen. Es verzichtet bewusst auf Erläuterungen. Die Zugehörigkeit wird vom Einwohner selbst festgelegt. |         |         |         |                                                                                  |

Quelle: IBGE (Stand: 1991, 2000 und 2010)

## Wirtschaft

### Kennzahlen
Mit einem Bruttoinlandsprodukt pro Einwohner von 41.109,38 R$ (rund 9.100 €) lag Nova Santa Rosa 2019 an 71. Stelle der 399 Munizipien Paranás.
Sein hoher Index der menschlichen Entwicklung von 0,731 (2010) setzte es auf den 78. Platz der paranaischen Munizipien.